# Zan Clan
I Zan Clan sono un gruppo hair metal svedese formatosi nel 1993 a Stoccolma. Il gruppo venne fondato dall'ex leader degli Easy Action e Shotgun Messiah Zinny J. Zan.

## Storia
I Zan Clan si formarono a Stoccolma da Zinny J. Zan (vero nome Bo Stagman), ex leader degli Easy Action e Shotgun Messiah. Dopo essere stato allontanato da questi ultimi nel 1989, Zan formò inizialmente una band chiamata Grand Slam assieme all'ex chitarrista degli Electric Boys Martin Thomander, il bassista Fredrik Vildsvin e l'ex batterista dei Talisman Jake Samuel. I Grand Slam prestò si sciolsero senza aver registrato alcun materiale, e Zan decise così di formare gli Zan Clan. Questa prima formazione era composta da Zinny, i chitarristi Sören Swanson e Christian Baraldi, il bassista Perra Tedebald e Matthew Baraldi dietro i tamburi. Nel 1994 il quintetto passò alla pubblicazione del debutto, intitolato Citizen Of Wasteland. Successivamente del gruppo si persero le tracce. Dopo diversi anni nell'ombra, Zan si riunì con i vecchi membri degli Zan Clan, Swanson ed i fratelli Baraldi in occasione di un nuovo disco, City Boy Blues nel 2002, che però verrà accreditato come album solista di Zinny.
Dal 2003 Zinny riallestisce una nuova la formazione degli Zan Clan composta dal chitarrista dei Great King Rat Pontus Norgren, il secondo chitarrista Chris Laney, assieme alla sezione ritmica dei Lion's Share composta dal bassista Pontus Egberg e dal batterista Johan Koleberg. Questa versione della band debuttò con la reinterpretazione dei Cheap Trick "Surrender", che verrà inclusa nel tribute album Tricked Out. Nel maggio 2004 l'ex collega di Zinny Stixx Galore, ex batterista degli Shotgun Messiah, raggiunse i Zan Clan in occasione di un concerto in Svezia. Questa apparizione fu la prima tra due ex membri degli Shotgun Messiah dopo 12 anni. Il chitarrista Chris Laney, verso metà del 2004 raggiunse gli Animal, band nel quale figurava anche il chitarrista Randy Piper, noto per essere stato ex membro degli W.A.S.P.. Allo stesso tempo i Zan Clan supportarono i Whitesnake a settembre, aprendo per i britannici a Stoccolma e Göteborg. I Zan Clan pubblicarono il nuovo album in studio We Are Zan Clan, Who the F**k Are You??! in aprile 2005 per l'etichetta GMR Music. Il disco venne distribuito negli Stati Uniti per la Perris Records in giugno, e la traccia "Go Go Go" venne inclusa nella compilation della Perris Hollywood Hairspray 4. Chris Laney venne anche coinvolto in alcune sessioni con i Tigertailz. Questa formazione della band venne rivoluzionata quando, nel marzo 2006, i due membri Pontus Norgren e Pontus Egberg abbandonarono la formazione. Il duo raggiunse una nuova band chiamata The Poodles, che vinse una delle quattro competizioni in Svezia per entrare nell'Eurovision Song Contest con la loro traccia "Night Of Passion".
I Zan Clan erano ora composti da Zan, Laney, Koleberg, il chitarrista Rob Love ed il bassista Grizzly (vero nome Nalle Påhlsson). Quest'ultimo fu per un breve periodo membro degli Easy Action, nonché chitarrista degli AB/CD, ed ha preso parte alla riunione dei Treat del 2006. Nel 2006 vedrà la luce il loro primo live album, Kickz the Livin' Shit Outta Stockholm City.

## Formazione

### Formazione attuale
- Zinny J. Zan - voce (1993-94, 2003-oggi)
- Chris Laney - chitarra (2003-oggi)
- Rob Love - chitarra (2006-oggi)
- Grizzly (Nalle Påhlsson) - basso (2006-oggi)
- Johan Koleberg - batteria (2003-oggi)

### Ex componenti
- Sören Swanson - chitarra (1993-94)
- Christian Baraldi - chitarra (1993-94)
- Perra Tedebald - basso (1993-94)
- Matthew Baraldi - batteria (1993-94)
- Pontus Norgren - chitarra (2003-06)
- Pontus "Eggy" Egberg - basso (2003-06)

## Discografia

### Album in studio
- 1994 - Citizen Of Wasteland
- 2005 - We Are Zan Clan, Who The Fuck Are You

### Live
- 2006 - Kickz the Livin' Shit Outta Stockholm City